# 壮大荚蒾
壮大荚蒾（学名：Viburnum glomeratum sp. magnificum）为忍冬科荚蒾属下的一个亚种。